# ポケモンXD 闇の旋風ダーク・ルギア
『ポケモンXD 闇の旋風ダーク・ルギア』（ポケモンエックスディー やみのかぜダーク・ルギア）は、2005年（平成17年）8月4日に株式会社ポケモンより発売されたニンテンドー ゲームキューブ用ロールプレイングゲーム。

## 概要
前作『ポケモンコロシアム』の直接の続編である。ポケモンの本格RPGという触れ込みで登場した。前作同様、謎の組織との戦いを繰り広げながら、彼らによってココロを閉ざされ戦闘マシーンと化したポケモン「ダークポケモン」を「スナッチ」（奪い取ること）し、「リライブ」という手段でココロを開き、元のポケモンに戻していくことが冒険の目的であるが、前作と異なり、わずかながら野生のポケモンも出現する。
特定の条件を満たすことで、ゲームボーイアドバンス（以下「GBA」）版『ルビー・サファイア・エメラルド』『ファイアレッド・リーフグリーン』とポケモンの通信交換を行うことができる。さらに今作では、『ポケットモンスター ダイヤモンド・パール』に登場するポケモンも、一部本編に先駆けて登場している。ただし、仲間にすることはできない。
今作も対戦モードはあるものの、GBA版同士のフリーバトルしか行えず、前作にあったようなNPCと戦えるコロシアムモードは存在しない。
前作同様、ポケモンの鳴き声はGBA版の電子音そのままであり、出現時にアニメーションをとらないが、野生のポケモンだけはアニメーションをとる。前作ではほとんど直立不動だったトレーナーが所持ポケモンにダメージを受けた際にアクションをするようになった。また、年配者の杖が本作では無くなっている。なお、前作とは異なりメモリーカードは同梱されていない。

## ゲームシステム
基本的に、GBA版ポケットモンスターとほぼ同じものを踏襲しているが、3Dグラフィックを採用している。前作と異なり、移動中であればいつでもセーブができるようになった。
また、前作は「今まで入手できなかったポケモンを入手できる」ことを売りにしていたが、このXDが発売された時点で既に、GBA版では全種類（380+6匹）のポケモンが入手可能であったため、「今まで覚えられなかった新たな技を覚えたポケモンが手に入る」ことを売りにしている。しかし本作でのみ覚えられる技については制作側が充分に把握していなかったためか、『ダイヤモンド・パール・プラチナ』のWi-Fiバトルタワーにおいては、本来覚えられない技として不正扱いされてしまうという問題もあった（後にバージョンアップで修正された）。一方、GBA版においてはキャンペーンでしか入手できなかった「ルギア」が通常プレイで入手できるようになったのも大きな特徴である。
戦闘は前作同様、物語序盤およびバトル山内部、野生ポケモンとのバトルを除きポケモンを2体ずつ繰り出す「ダブルバトル」で行われる。ダークポケモン専用技の数が増え、手持ちに加えていない、パソコンに預けているポケモンもリライブを進められるようになった。

## 登場人物
前作「ポケモンコロシアム」にも登場した人物が何人か引き続き登場しているが、前作の主人公及びパートナーは一切登場せず、話題にも触れていない。

### 主人公・町の住民
主人公 / リュウト
本作の主人公。ポケモン総合研究所に住む少年。まだ子供ながら、ポケモンバトルの才能を持つ。亡き父からもらったイーブイを大切に育てている。
用意されている名前候補はリュウト、ジェイミー、レツ。
クレイン
ポケモン総合研究所所長。ダークポケモンの襲来をいち早く察知し、スナッチマシンとリライブホールの開発をしている。物語序盤で謎の組織に拉致されてしまうが、主人公によって救出される。また、自身の研究においては確固たる信念を持っており、拉致されていた時も協力を迫ったナップスに対しても逆に改心するよう説得した。
リリア
主人公の母親。クレインと共に研究に勤しんでいる。
マナ
主人公の妹。かなりおてんばな性格の少女で、兄を家来扱いしている。カミンコ博士の屋敷に時折出かけており、助手であるチョビンに迷惑をかけているという。
ハイド
ポケモン総合研究所の2階に居る男性。手持ちポケモンは不明だがカクレオンといつも一緒に行動している。
バスター
ポケモン総合研究所研究員。リライブホールの基礎データ作成を担当している。主人公とクレインが持ち帰ったデータロムの解析にも挑んだが、あえなく失敗した。
ジョシュア
ポケモン総合研究所研究員。スナッチマシンの製作を担当。
チョビン
カミンコ博士の一番の助手。おっちょこちょいで、訪問に来た主人公を2度も泥棒と勘違いし、バトルを仕掛けてくる。なぜかメカ・グラードンに乗り込むと手持ちポケモンが強くなる。
カミンコ博士
ヘンテコな発明品ばかり作っており、「メカポケモン」の開発者。
ザック
かつては「コドモネットワーク」のメンバーだったが、他のメンバーと違いパーツショップを手伝っている。主人公の話をよく聞いてくれる。
ルース
ザックの祖父で、パーツショップを経営している。カミンコ博士と仲がいい。
エミリ
アイオポートに住むマナの友人。
エマ
エミリの母親。小説家を志しているが、必ず製作途中で投げ出して新しいものに飛びついている。エミリ曰く「終わらない小説を作る天才」。
ローガン
前作に登場したパートナーの祖父でセツマの夫。かつて「伝説のトレーナー」と呼ばれていた。相棒のポケモンはピカチュウ。
セツマ
前作に登場したパートナーの祖母でローガンの妻。

### その他の人物
スレッド
かつて「コドモネットワーク」のリーダー的存在だった。現在はコドモネットワークはONBSというテレビ局になり、運営にあたっている。ONBSの主要メンバーはほとんどの人がかつて存在していたアンダー出身者である。
クロ
かつての「コドモネットワーク」のメンバー。現在はONBSの一員として、運営に当たっている。慎重なスレッドと違い行動的。
レン
かつての「コドモネットワーク」のメンバー。現在はONBSの代表として、運営に当たっている。仕事上勝手に行動をとれない身であるが常にレイラの身を案じている。
シホ
スレッドの妹。ONBSビルの受付をしている。
ギンザル
パイラタウンの町長のような存在。野生のポケモンが出現する「ポケスポット」を発見したことで一躍有名人となる。前作と比べると性格が陽気になっている。
パイラタウンの治安が改善されたためなのか自宅にある本棚の隠し扉は廃止された。
ヘッジ
前作にも登場したパイラタウンにある警察署の署長。
ユイト
パイラタウンの警官。前作で、せっかく捕まえたミラーボの部下の脱走を許してしまっていた。本作でも、シャドーによるONBS襲撃の混乱のさなか、今度は喧嘩を起こして捕まっていたスナッチ団員の脱獄を許してしまい、ついに自分が牢屋に入れられてしまった。
レイラ
ギンザルの娘で、ONBSの一員。リポーターで、現地取材に行くことが多い。ジャーナリストとしての責任感が強く、ワズルに対しても最後までテープを渡さなかった。
ピュリ
ONBSのカメラマンで、仕事ではいつもレイラと行動を共にしている。
シルバ
ギンザルの弟分で、野生ポケモン探しに夢中なギンザルに代わってパイラタウンのリーダーの仕事とコロシアムの運営を行っている。前作ではシャドーにスパイとして乗り込むなど非常に勇敢で正義感のある少年。プラスルがかなり好きでまたコスプレ趣味も持っている。
パフティ
ギンザルが発見したポケスポットを取材する女性キャスター。ギンザルに「パティ」、「ペフティ」などと名前を間違われていた。マイペースな性格で、化粧に時間をかけたり、リブラ号の取材を終えてもなかなか次の仕事に向かおうとしなかったりと、カメラマンを困らせている。
ウィリー
前作「ポケモンコロシアム」にも登場したライダー。他のライダーと違い髪の毛がピンクである。ジグザグマやマッスグマを愛用。
ダグデ
今作でのフェナスシティの市長。平和になった後は前作の市長（バックレー）の話をする。
セイギ
前作にも登場したトレトレリーダー。
マサ
前作にも登場したパイラタウンにいるゴロツキ。今作ではダークポケモンは所持していない。
ビーディ
前作にも登場したパイラタウンにいる、よく当たる占いで有名な占い師。「パイラの母」と呼ばれている。今作ではストーリーの進行上の出番はない。
ダニー
シャドーの秘密工場から脱走してきた元研究員。脱走の際に一匹だけダークポケモンを連れ出すことに成功し、主人公にそのダーク･トゲピーのリライブを依頼する。

### ミラーボ組
前作において弟子と名乗っていたミラクルボ及び部下のブレスとスーラは本作には登場せず話題にも触れていない。
ミラーボ
かつてシャドーの幹部であったが、現在はシャドーを脱退、世界中のポケモンを我が物にすべくトロイとヘボイの2人を部下にして行動している。服装が前作から変わっているが、トレードマークの紅白アフロヘアは健在。ダンスが大好きで、その腕前は確かなもの。
なお、本作でスナッチに失敗したダークポケモンは戦闘後にどこかへ逃げ出してしまい、何故か彼の手持ちポケモンになって登場する。各種ダークポケモンのほかにハスボー系列のポケモンを多用する。アイオポートで最後のダークポケモンであるダーク・カイリューをスナッチした後は、アイオポートにあるクラブのステージの上で踊っている。
トロイ
ヘボイと共にミラーボの子分のひとり。前作と違い、彼ら2人は戦闘には参加しない。ヘボイからもらったミラーボレーダーを説明書ごと紛失してしまい、主人公の手に渡った。
ヘボイ
同じくミラーボの子分。ミラーボに従っているのは彼ら2人だけである。ミラーボの居場所がわかる「ミラーボレーダー」を開発した。

### スナッチ団
前作ではシャドーと協力をしていたが、本作ではシャドーとは全くの無縁である。
ヤッチーノ
主にクサイハナを使用。「ねむりごな」を人に向けて使用する。主人公のスナッチマシンを奪った。実際のバトルは苦手と言っているが他の団員よりも強い。
ヘルゴンザ
スナッチ団ボス。筋肉質な男で、エアームドを使用。「はかいこうせん」などのスキが大きく高破壊力の技を好む。
今作ではシャドーと縁を切っており、主人公のスナッチマシンを奪ったのもダークポケモンを一掃し、シャドーを潰すためだった。また主人公の実力を買い、スカウトしようとした。後にシャドーの工場に潜入した主人公に加勢し、エンディングでも味方キャラの一人として登場している。
今作でもパイラの警察署の手配書があるため、5年経った今でも逮捕されていない。

### シャドー
前作から幹部やボスは刷新されており、前述したミラーボ以外の前作の幹部・ボスは一切登場せず、話題にも触れていない（ただし、バックレー元市長については話題にされている）。また、したっぱの衣装も別の組織かのように刷新され、研究員も前作とは異なり一般研究員と分けるようになった。
ナップス
主人公が最初に戦ったシャドー戦闘員。関西弁で喋る。ダーク・ヒメグマを使用していたが、主人公にスナッチされる。ラブリナの直属の部下。2度主人公と戦う。
ザクスカ
アイオポートで出会うならず者。大柄な体格で、雷の刺繍（ザングースのマーク）が入った服を着ている。自分の事を若くて美形だと思っており、おじさん等と言われるとキレる。ダーク・ザングースを使用する。アルドスに勝負を挑んで敗れたが、スナッチ団員のザブには圧勝している。2度主人公と対戦し、敗れた後はゴリガンからの報復を恐れ、遠くの土地に旅に出る。
モノル、ジレル、トリル、テトル、ペタル、ヘキル
6人組のシャドー戦闘員で、6つ子の兄弟。名前は順に1・2・3・4・5・6のギリシャ語系接頭辞にちなんでいる。他の戦闘員とは服の色が違う。基本的に服の色に合わせたタイプのポケモンを使ってくる。主人公がバトルに勝っても姿を消さず、エンディング後も当初居た場所に居続けている。自分たちの数さえも数え損なうことがある。
ラブリナ
シャドー幹部の紅一点。長いピンク色のツインテールにロングブーツを着用した少女。見た目とは裏腹に比較的強力なポケモンを使う。ダーク・ルギアを作った張本人で、ダーク・ルギアの完成のためにクレインをさらい協力を迫った。主人公に敗れた後、独力でダーク・ルギアを完成させ、ニケルダーク島に合流した。手持ちは前作のヴィーナスに似ている。
オーレコロシアムで勝利すると「ラブリナファンクラブ会員1号」の称号を獲得する。
ダカッチャ
シャドー戦闘隊長。ONBS襲撃の際、シホを人質にしてデータロムの受け渡しを迫った。その後の消息は不明で、ニケルダーク島の決戦にも参加していない。
ゴーワン
ワズル直属の部下であるシャドー戦闘員。外国語交じりの日本語を使い、セリフは全てカタカナである。
ワズル
シャドー幹部。フェナスシティ支配作戦を指揮する。デスゴルドには（オーレ地方の支配に成功したら）、知事の地位を約束されていた。子供にも容赦はしない性格。星に関係のあるポケモンや青色のポケモンを使う。後にニケルダーク島での決戦に参加。
スグル
ゴリガン直属の部下のシャドー戦闘員。度々主人公の前に現れ、勝負をしかけてくる。
ワグチ
関西弁を話すもう1人のシャドー戦闘員で、ゴリガン直属の部下。計算能力が秀でており、効率を優先して自分が言われた仕事を別の戦闘員に任せることも。
ゴリガン
「回収作戦」の指揮をとるシャドー幹部。見た目や動きはまるでゴリラのようである。大柄のパワー系ポケモンが主体で、前作のダキムのような戦法をとる。主人公に敗れると怒りを充満させるが、デスゴルドの命令により頭を冷やし、決戦に参加。
デスゴルド
アイオポートに現れた「メチャリッチ」と名乗る謎の大金持ち。その正体はシャドー総帥。アルドスとエルデスの父親。丸顔で戦闘時は目が光る。リライブ不可能といわれる究極のダークポケモン「XD001」こと「ダーク・ルギア」の他、ファイヤー、サンダー、フリーザー等の全ポケモンがダークポケモンである。
アルドス
デスゴルドの側近を務める青い服の男。冷徹な性格。フーディンが手持ちで、ザクスカのザングースを一撃で倒す実力の持ち主。
エルデス
同じくデスゴルドの隣にいる。アルドスと対照的な風貌を持つ、赤い服の男。アルドスとは違い温厚で潔い性格。主人公に対して意味深な発言を残す。若い頃はバトル山で修行をしていた。ポケモンバトルの実力はアルドス以上。

## 用語
ダークポケモン
シャドーによって心を無理矢理閉ざされ、戦闘マシンと化してしまったポケモン。今作では83体登場する。なお前作では、トレーナー1人につき1匹しかダークポケモンを所持していなかったが、本作では複数体所持しているトレーナーが多い（そのため、1戦につき2体以上所持している場合もあり、ラスボスのデスゴルドに至っては6匹すべてがダークポケモンである）。また、前作ではダークラッシュしかダーク技が存在しなかったが、今作ではダークラッシュやダークアタック以外にもダークポケモン専用技が複数存在する。ダークラッシュは前作とは異なり、技術が向上したせいか攻撃の反動は受けない。また今作のダーク技は普通のポケモンに対しては効果抜群、ダークポケモン同士の場合はいまひとつとなる。
XD001
ダークルギアのコードネームで、リライブ不可能なダークポケモンの先駆けとして、幹部のラブリナによって製造された。ちなみにタイトルにもなっている「XD」とは「eXtra Dimension」の略であると共に「eXtra Darkpokemon」の略でもある。
スナッチマシン
相手のポケモンを奪い取るという目的で、前作にてスナッチ団が製造したマシン。今作の物はその流用ではなく、ポケモン総合研究所でクレインやジョシュアが製造した。性能上はどのポケモンでも奪い取れるようだが、連動しているオーラサーチャーがストッパーとなっているため、ダークポケモンしか奪い取れない。
リライブ
ダークポケモンの心を開き、元に戻すこと。前作ではアゲトビレッジの精なるほこらでしかリライブ出来なかったが、今作ではポケモン総合研究所のリライブホールでもリライブが可能になった。今作ではルギアのみアゲトビレッジの精なるほこらではリライブが不可能であり、リライブホールのみでのリライブとなる。
リライブホール
ポケモン総合研究所が総力を挙げて開発した新技術。前作ではパソコンに預けているダークポケモンのリライブを進めることが出来なかったが、それを実現したもので、最大9体までダークポケモンをリライブできる。ポケモン総合研究所に設置されているが、ホールのポケモンの入れ替えなどはどこのパソコンでも操作できる。
全部で9つの「ステージ」が存在し、ダークポケモン1体と健常なポケモン1～4体を置くことができる。「ポケモン同士の交流によってリライブを進める」システムであるため、健常なポケモンを最低1体は置かないとリライブを進めることができない。また置いたポケモンの相性によってリライブの進み方は大きく異なる。また、リライブホールである条件を満たすとダーク・ルギアをリライブすることができるようになる。その後、リライブホールのみでリライブされたダーク・ルギアの正体がなんと、原作に登場した伝説のポケモン1体で「ルギア」だった。

## 舞台設定
本作の舞台は『ポケモンコロシアム』から5年後のオーレ地方であり、野生ポケモンが一部に生息しているほか、アンダーなどの閉鎖された施設があるなど多少変化している。

### コロシアム
コロシアムの構造・BGMなどは『ポケモンコロシアム』とほとんど変わらないが、フェナスはラルガタワー移転に伴い、アンダー、ボトムはアンダーそのものが閉鎖に伴い廃止されている。また、ファイナルのBGMも従来のもの（前作のシャドー幹部戦BGM）に変更されている。